# Willy Valcke
Willy Valcke was een zeiler uit België, die zijn geboorteland vertegenwoordigde op de Olympische Zomerspelen van 1920 in Oostende, België. Valcke behaalde de 4e plaats op de 6 Meter op 10 juli 1920.